# Деэши, Альфред
Альфре́д Деэши́ (венг. Deésy Alfréd; 22 сентября 1877, Деж, Транслейтания — 18 июля 1961, Будапешт) — венгерский режиссёр, сценарист и актёр. Муж актрисы и певицы Бёшке Тот.

## Биография
Родился 22 сентября 1877 года в городе Деж, под именем Альфред Кампф; выступал по псевдонимами «из Дежа» и «Лугоши». В конце XIX века—начале XX века считался один из выдающихся актёров на венгерской сцене. В 1911 году стал совладельцем кинотеатра «Аполлон» в городе Дебрецен. В 1912 начал писать сценарии для венгерского киноконцерна, в 1913 году дебютировал как актёр.
Начал режиссёрскую карьеру с фильма «Csak semmi botrányt!» (1915), спродюсированного компаний Star Film Company, Деэши управлял компанией до национализации киноиндустрии в 1919 году. После Венгерской революция 1919 года стал работать со студией «Egyetertes».
После переезда в Вену, в 1927 году вышел фильм «Сакко и Ванцетти», который был запрещён к показу в Европе, включая Венгрию. В 1935 году вернувшись в Венгрию, снял свой наиболее известный фильм «Не могу жить без музыки». Во время сотрудничества Венгрии со странами «оси» продолжал работать как режиссёр, снял антисоветский фильм «Üzenet a Volgapartról». Его последней режиссёрской работай стал фильм «Fél pár gyűrött kesztyű» (1947). За несколько месяцев до смерти работал как актёр. Скончался 18 июля 1961 года в Будапеште.

## Оценки
Фигура Альфреда Деэши считается одной из самых важных в киноиндустрии Венгрии. Режиссёр снимал приключенческие фильмы, мелодрамы, исторические фильмы и мюзиклы. В эпоху немого кино компания Star Film Company под руководством Деэши помогла дебютировать в кино Беле Лугоши, они были знакомы по совместной работе в Дебрецене и Майклу Кёртису.

## Фильмография

### Актёр
- 1913 — Плененные души[англ.] — Михунка директор цирка
- 1916 — Сила Отечества[англ.] — не указано в титрах
- 1916 — Картхаузер[англ.] — Дюфаи капитан

### Режиссёр
- 1917 — Король жизни
- 1917 — Леони Лео
- 1917 — Бал-маскарад
- 1918 — Свадебная песня
- 1918 — Коллекционер древностей
- 1918 — Казанова[англ.]
- 1918 — Борьба за существование